# Cyrtoclytus keiichii
Cyrtoclytus keiichii là một loài bọ cánh cứng trong họ Cerambycidae.